# Bairdiella icistia
Bairdiella icistia es una especie de pez de la familia Sciaenidae en el orden de los Perciformes.

## Morfología
Los machos pueden llegar alcanzar los 30 cm de longitud total.

## Alimentación
Come peces hueso,  camarones y otros crustáceos.

## Hábitat
Es un pez de clima tropical y demersal.

## Distribución geográfica
Se encuentra en el Océano Pacífico oriental central: desde el Golfo de California hasta Guatemala. Ha sido introducido con éxito en Salton Sea (sur de California, los Estados Unidos ).